# Langer Langer Kuss
Langer Langer Kuss ist ein mittellanger Film von Lukas Röder, der im Februar 2023 bei den Internationalen Filmfestspielen Berlin seine Premiere feierte.

## Handlung
Um sich die Erinnerungen an die Küsse seines Ex-Freunds zu bewahren, putzt sich Aaron nicht mehr die Zähne. Auch die Appelle seiner Schwester an seine Vernunft können daran nichts ändern. Beim Besuch des autoritären Vaters eskaliert alles.

## Produktion

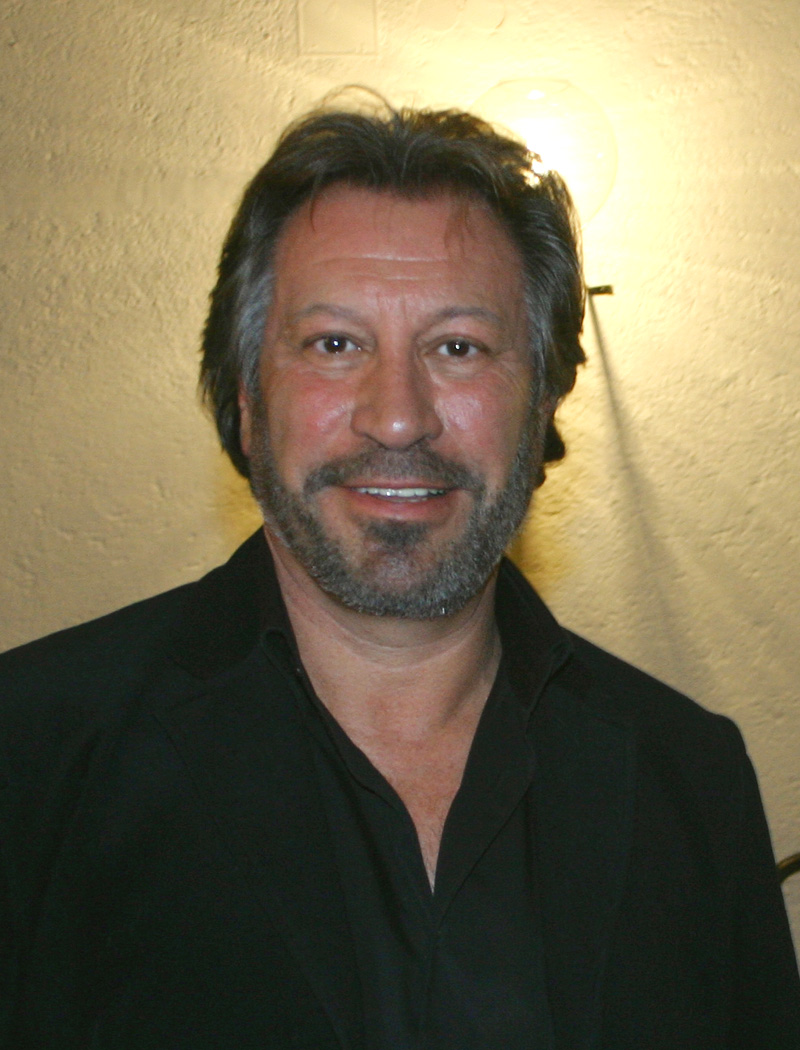
Michael Zittel spielt den Vater

Regie führte Lukas Röder. Es handelt sich bei dem Film um eine Produktion der Hochschule für Fernsehen und Film München.
Nils Thalmann, der den Sohn spielt, war zuvor in den Filmen Petting statt Pershing und August und die Hasenohren zu sehen.
Die Premiere erfolgte am 21. Februar 2023 im Rahmen der Internationalen Filmfestspiele Berlin, wo der Film in der Sektion Perspektive Deutsches Kino gezeigt wird.
„Das Publikum sollte sich auf etwas Rigoroseres gefasst machen, aber das hat auch einen Sinn und Zweck“, erläuterte Lukas Röder im Interview.

## Auszeichnungen
Internationale Filmfestspiele Berlin 2023
- Nominierung für den Heiner-Carow-Preis
- Nominierung für den Kompass-Perspektive-Preis
- Nominierung für den Teddy Award als Bester Spielfilm[3]